# Jürgen Vogel
Jürgen Peter Vogel (Hamburgo, Alemanha, 29 de abril de 1968) é um ator, roteirista, produtor cinematográfico e cantor alemão.

## Filmografia

### Cinema
| Ano  | Título                       | Diretor               |
| ---- | ---------------------------- | --------------------- |
| 1992 | Little Sharks                | Sönke Wort            |
| 1993 | Dann eben mit Gewalt         | Rainer Kaufmann       |
| 1994 | Unschuldsengel               | Rainer Kaufmann       |
| 1994 | Wachtmeister Zumbühl         | Urs Odermatt          |
| 1995 | Stille Nacht                 | Dani Levy             |
| 1996 | Polizeiruf 110               | Urs Odermatt          |
| 1997 | Smilla's Sense of Snow       | Bille August          |
| 1997 | Das Leben ist eine Baustelle | Wolfgang Becker       |
| 2001 | Emil und die Detektive       | Franziska Buch        |
| 2003 | Rosenstraße                  | Margarethe von Trotta |
| 2003 | Good Bye Lenin!              | Wolfgang Becker       |
| 2004 | Tatort: Der vierte Mann      | Hannu Salonen         |
| 2005 | Tatort: Wo ist Max Gravert?  | Lars Kraume           |
| 2005 | Barfuss                      | Til Schweiger         |
| 2006 | The Free Will                | Matthias Glasner      |
| 2006 | Emmas Glück                  | Sven Taddicken        |
| 2006 | Where is Fred!?              | Anno Saul             |
| 2007 | Keinohrhasen                 | Til Schweiger         |
| 2008 | Die Welle                    | Dennis Gansel         |
| 2011 | Hotel Lux                    | Leander Haußmann      |
| 2012 | Gnade                        | Matthias Glasner      |
| 2013 | Quellen des Lebens           | Oskar Roehler         |

### Televisão
| Ano  | Título         | Papel     |
| ---- | -------------- | --------- |
| 2004 | Schillerstraße | ele mesmo |